# أنطون كوبر
أنطون كوبر (بالإنجليزية: Anton Cooper) هو دراج نيوزيلندي، ولد في 11 أغسطس 1994 في Woodend, New Zealand ‏ في نيوزيلندا.

## وصلات خارجية
- الموقع الرسمي
- أنطون كوبر على موقع أرشيف الدراجات (الإنجليزية)
- أنطون كوبر على موقع MTB Data (الإنجليزية)
- أنطون كوبر على موقع أوليمبيديا (الإنجليزية)
- أنطون كوبر على موقع اللجنة الأولمبية النيوزيلندية (الإنجليزية)
- أنطون كوبر على موقع اتحاد ألعاب الكومنولث (مؤرشف) (الإنجليزية)